# 백빙산 전투
백빙산 전투는 672년 신라와 고구려 부흥군이 백빙산에서 당나라군과 벌인 전투이다. 신라와 고구려 부흥군 모두 수천의 사상자를 내는 격렬한 전투를 벌인 끝에, 신라군이 승리했으나 신라의 피해가 컸다. 신라 만큼 피해를 입은 고구려 부흥군은 673년 호로하 전투에서 패하면서 쇠퇴하게 된다.